# Cementiri de Calaf
El Cementiri de Calaf és un cementiri del municipi de Calaf (Anoia) que forma part de l'Inventari del Patrimoni Arquitectònic de Catalunya. A finals del segle xix el cementiri es va traslladar des del vessant del castell fins al turó on ara es troba emplaçat. Amb aquesta data es correspon l'estil neogòtic de l'obra major, la capella i panteons i tombes més antigues situades sobretot prop la Capella.

## Descripció
És una necròpolis de planta longitudinal amb una petita capella gòtica del 1900 a l'extrem sud, de planta rectangular d'una sola nau i absis amb un petit rosetó a la portada. La porta d'accés al recinte està formada per un arc ogival fet amb carreus de pedra i als costats laterals una plaça de marbre blanc amb inscripcions referents a la mort.